# 水手10號
水手10號（Mariner 10）是一系列以飛越方式進行的行星探險水手號計劃中的第10個計畫，也是計畫中的最後一個。水手10號以飛掠的方式探測水星與金星，也是第一個探測過水星的太空船。其後美國太空總署在2004年發射信使號探測船已經於2011年抵達水星進行探測。
水手10號大約晚水手9號兩年發射，於1973年11月3日發射。主要任務包括探測水星與金星的環境、大氣、地表與行星的特徵。水手10號也是第1艘利用行星重力來同時探測2顆行星的探測船，也就是以重力彈弓效應（gravity assist trajectory）來加速，進入金星重力影響區內，接著靠金星的重力將探測船拋至另一個軌道來接近水星。

## 設備

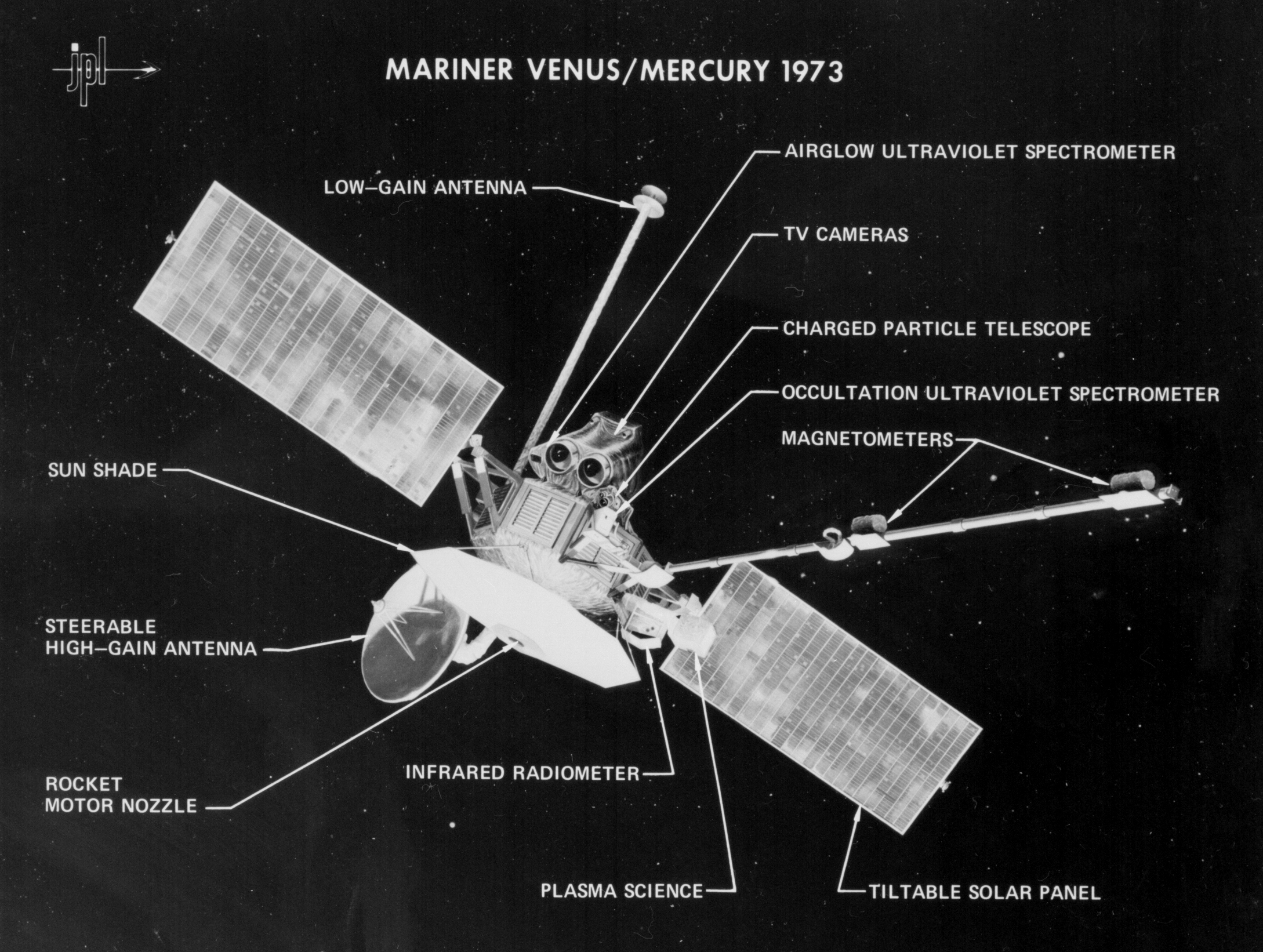
水手10號撘載的設備

水手10號的探測設備與實驗包括:
1. 一對具有數字磁帶式記錄器的視角狹窄的相機
2. 紫外線分光計
3. 紅外線輻射計
4. 太陽電漿偵測器
5. 帶電微粒子
6. 磁場
7. 掩星觀測
8. 天體力學探測

## 離開地月系統
在水手10號發射的第一個禮拜，科學家為了測試照相機的功能，讓水手10號在11月5日及6日分別拍攝了地球與月球的馬賽克照片。科學家因此獲得月球北極地區的照片，這個地區在之前的探測活動中所知較少。這些照片也成為製圖師更新月面地圖及改良月面座標系的參考。

## 前往金星

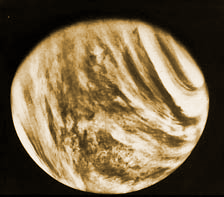
水手10號所攝的金星紫外線照片

水手10號在1973年11月13日進行軌道調整，以利太空船來觀測金星。水手10號也在1974年1月以紫外線來觀測科胡特克彗星，並在1月21日進行一次適度的軌道校正。水手10號在1974年2月5日通過金星，協調時17:01時距離金星最近為5,768公里。水手10號使用近紫外線波段來觀察金星，並拍攝到鈎捲雲的照片，確認金星大氣層的活動。因為金星大氣層在可見光波段幾乎毫無特色，所以這次的探測活動大幅擴展科學家對於金星大氣層的認識。在水手10號抵達金星之前，地面望遠鏡也曾觀測到金星大氣層有些變化，但是這次發現讓研究人員相當驚訝。

## 飛掠水星
水手10號在1974年3月29日協調時20:47首次近距離飛掠水星，當時距離水星為703公里。在水星完成2次公轉後，水手10號在1974年9月21日再度接近水星，當時距離為48,069公里。水手10號最後一次接近水星是在1975年3月16日，距離水星僅327公里，也是最接近的一次。

## 任務結束
在姿勢控制瓦斯大約耗盡之後，水手10號開始環繞太陽運行。工程測試直到1975年3月24日停止，當時有一個未定的程序讓船身傾斜旋轉而讓氮氣供應消耗殆盡，因此NASA對水手10號發送了緊急命令來關閉它的發報機，於是水手10號對地球停止了信號傳輸。
直到現今，儘管船身上的電子儀器可能受到太陽輻射線的影響而損壞，水手10號仍舊在軌道上圍繞太陽運行。美國太空總署的國家太空科學資料中心的大衛威廉斯在2005年表示：“水手10號自從關閉發報機之後並未從地球上被追蹤或發現過。我們只能假設它還在繞著太陽運行，因為只有它受到小行星撞擊或受到大型物體的接近而擾亂重力才可能離開軌道，這種事件發生的機率非常的小所以我們假設它仍舊繞著太陽運行。”

## 發現

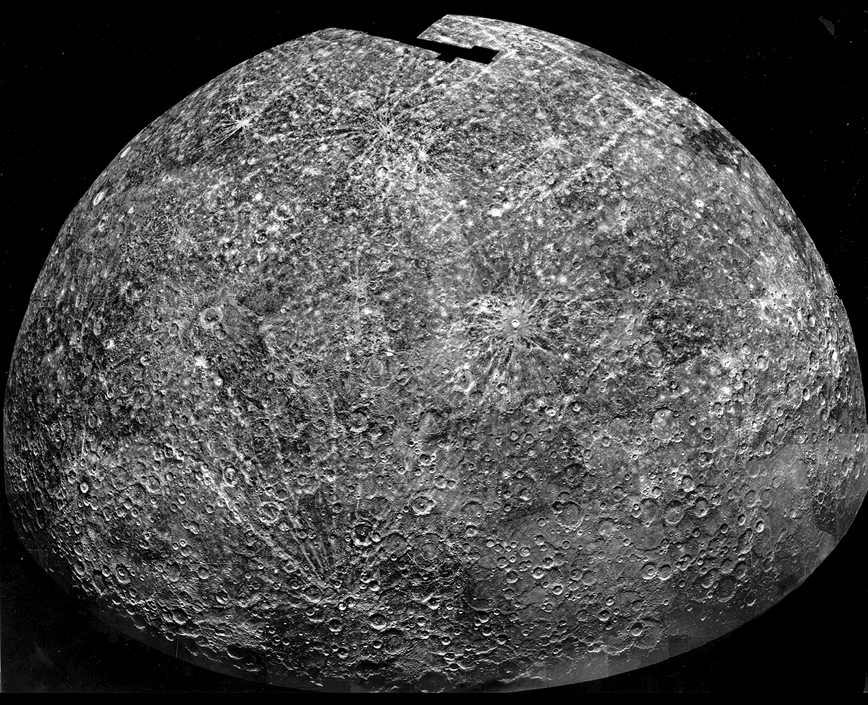
水手10號所攝的水星照片，涵蓋赤道至極區

在飛掠金星時，水手10號在金星上發現雲系循環的證據與非常微弱的磁場。
水手10號總共飛掠過水星3次，由於軌道的相對位置（太空船的軌道週期幾乎是水星的兩倍），使得每次探測的都是面對著水星的同ㄧ面，所以只能繪製水星表面約40-45%地區的地圖，並拍攝超過2,800張照片。僅管如此，水手10號所傳回的資料仍然是非常重要的，也是目前天文學家了解水星的主要來源，因為在地球上無法用望遠鏡直接觀測水星的表面。這些已經被繪製成地圖的區域包括莎士比亞、托爾斯泰、米開朗基羅、克卜勒及貝多芬全部或絕大部分的區域，維多利亞及巴哈一半的地區，小部分的普西芬妮、利古里亞及borealis地區。
水手10號發現水星擁有稀薄的大氣層，主要是由氦所組成，另外也發現水星擁有磁場與巨大的鐵質核心。輻射計顯示水星的夜晚溫度大約是-183 °C（-297 °F），而白天溫度可達187 °C（369 °F）。

### 引用
1. ↑  The Voyage of Mariner 10: Mission to Venus and Mercury (NASA SP-424) 1978 pages 47-53.
2. ↑  Schaber, Gerald G.; McCauley, John F.  (PDF). U.S. Geological Survey. 1980  [2007-11-12]. USGS Miscellaneous Investigations Series Map I–1199, as part of the Atlas of Mercury, 1:5,000,000 Geologic Series. （原始内容 (PDF)存档于2011-09-27）.